# 十堰武當山機場
十堰武當山機場位於十堰经济开发区方块村和茅箭区枧槽村交界处，距市中心15公里。
機場投資15.4億元人民幣，初始按满足2020年旅客吞吐量90万人次、货邮吞吐量2250吨的目标设计，后转为目标年2030年国内旅客吞吐量160万人次，高峰每小时发送旅客量900人次设计。航站楼建筑面积从9000平方米增加到约15000平方米，站坪机位从5个增加到6个。
航站楼建设面积约15000平方米（含武当文化展示厅），远期规划在本期航站区西北侧预留发展用地，建设一座彼此联系而又相对独立的小型国际航站楼，满足目标年2040年开通国际航线的需求。站坪布置6个机位，5个C类机位为近机位，设计跑道长2600米。停车场面积24150平方米，包括出租车停车区、贵宾车停车场、社会车停车场、大巴车停车场、员工停车场等，共计484个车位。
機場在2012年12月8日開工建設，2016年2月5日正式通航。

## 航站楼
航站楼外观设计主题为“行云流水寻仙境，洞天福地有乾坤”，融合“山的重叠感，水的律动感，车的速度感”，设计了双层叠合的曲线屋面。结构采用钢筋混凝土结构和钢网架结构相结合的形式，结构柱支撑大屋面的骨架采用钢网架结构，屋面檩条和吊顶龙骨采用冷弯方矩管。航站楼共两层，屋面最高点根据总体规划要求控制为24米，一层层高6米，南部区域布置到港厅和出港厅，中央为办票区，东侧为安检区；北部区域西侧布置到港行李提取厅，东侧布置远机位候机厅；二层最高点层高17.95米，北部区域布置到港通廊，南部区域布置候机厅，设商业服务、文化展示区等服务设施；贵宾室布置在航站楼一、二层的东侧。航站楼内设置6个办票柜台和1个超规行李托运柜台，2条安检通道，2个问询服务柜台。
航站楼通过在旅客停留时间较长的区域采用较低的空间、采用错层式屋面形成侧高窗利用自然采光等措施降低了能源消耗。

## 航点
2025夏秋航季
| 航空公司           | 目的地                                 |
| ------------------ | -------------------------------------- |
| 中国国际航空（CA） | 北京/大兴、北京/首都、大连、昆明       |
| 天津航空（GS）     | 天津、三亚、揭阳、惠州、西安、乌鲁木齐 |
| 桂林航空（GT）     | 呼和浩特、桂林                         |
| 中国联合航空（KN） | 佛山                                   |
| 首都航空（JD）     | 海口、南京、丽江、沈阳                 |
| 华夏航空（G5）     | 泉州、重庆                             |
| 北部湾航空（GX）   | 南宁、济南                             |
| 四川航空（3U）     | 成都/天府                              |
| 西部航空（PN）     | 合肥、拉萨                             |
| 春秋航空（9C）     | 宁波、兰州                             |
| 中国南方航空（CZ） | 广州                                   |
| 中国东方航空（MU） | 厦门、 成都/天府                       |
| 上海航空 (FM)      | 上海/浦东                              |
| 东海航空 (DZ)      | 深圳、杭州                             |
| 山东航空 (SC)      | 太原、厦门、青岛、贵阳                 |